# Mohamed Medbouh
Le général Mohamed Medbouh (1927-1971) est un militaire marocain des Forces armées royales. Il a été ministre des Postes, Télégraphes et Téléphones (PTT) dans le gouvernement Abdellah Ibrahim de 1958 à 1960. Il a été le coorganisateur avec le lieutenant-colonel M'hamed Ababou, qui était sous ses ordres, du coup d'État de Skhirat contre le roi Hassan II, le 10 juillet 1971.

## Biographie
Fils d'un caïd berbère d'Aknoul commandeur de la légion d'honneur (décédé le 29 décembre 1933), qui s'était battu contre le résistant rifain Mohammed Ben Abdelkrim El Khattabi sous les troupes françaises du général Hubert Lyautey. Mourant, son père le confie au cheikh  Mohand ben Messaoud Ababou dont il devient le pupille. Mohamed Medbouh reçoit une éducation militaire au corps de cavaliers d'élite le Cadre noir de Saumur d'où il ressort sous-lieutenant. Envoyé en Indochine, il y gagne ses galons de capitaine.
Revenu au Maroc en 1952, il se rallie au roi Mohammed V lors de l'indépendance du Maroc en 1956, et devient gouverneur des provinces de Ouarzazate puis de Rabat. Il est ensuite nommé ministre des Postes, Télégraphes et Téléphones (PTT), puis chef de la maison militaire du roi et commandant de la Garde royale marocaine du roi Hassan II. 
En avril 1971, Medbouh se rend aux États-Unis pour consulter des médecins à cause de ses problèmes cardio-vasculaires. Il est chargé officiellement par Hassan II de préparer la visite que le roi doit faire à Washington du 22 au 27 avril mais officieusement il doit conduire des négociations à propos des bases américaines secrètes au Maroc qui payent un loyer versé directement dans les caisses royales. En Californie, il rencontre le Secrétaire d'État aux affaires étrangères William P. Rogers, ami du président de la Pan American World Airways. Le Secrétaire d'État désire l'entretenir d'une affaire qui l'irrite : la Panamerican souhaitait acheter un coûteux terrain à Casablanca pour y édifier un hôtel de luxe mais doit verser à Omar ben Messaoud, ancien attaché au cabinet royal qui a monté un cabinet d'affaire, une importante commission reversée sur le compte de plusieurs ministres et proches de la famille royale. De retour à Rabat, Medbouh parle de ce chantage à Hassan II, lequel fait arrêter ben Messaoud qui révèle aux policiers la corruption qui touche des ministres et des membres de la famille royale. Medbouh et plusieurs autres officiers demandent un procès public pour condamner les corrompus mais le roi ne réagit que par un remaniement ministériel partiel qui touche quatre ministres impliqués dans le scandale (Finances, Éducation, Tourisme, Industrie) et Ben Messaoud est remis en liberté. Le général Mohamed Medbouh, déçu par le roi, envisage alors un putsch.
Le 10 juillet 1971, Mohamed Medbouh mène une tentative de coup d'État contre le roi Hassan II ; selon l'historien Michel Abitbol, sa mort au cours de ce putsch s'est produite « dans des circonstances pour le moins mystérieuses », les récits officiels étant contradictoires sur ce point. D’après Mohammed Raiss dans son récit De Skhirat à Tazmamart, le général Medbouh aurait été tué d’une balle perdue.